# جهاد (اسم)
جهاد هو اسم عربي عَلم يُطلق على المولود الذكر والأنثى، وينحدر أصل الاسم إلى الأصول العربيّة، ومعنى الاسم النضال والكفاح والمقاومة، وهو أيضا اسمٌ صيغة مبالغة ومعناه تقديم كل ما يملك الإنسان من جهد قولًا وفعل في فعل الخير وكف الشر وهو من الأسماء المشتركة بين الذكر والأنثى،

## ذكر اسم جهاد في القران
وقد ذكر في القرآن بعدة مواضع مثل قوله تعالي
- «وَجَاهِدُوا فِي اللَّهِ حَقَّ جِهَادِهِ». سورة الحج آية 78
- ﴿فَلَا تُطِعِ ٱلۡكَـٰفِرِینَ وَجَـٰهِدۡهُم بِهِۦ جِهَادࣰا كَبِیرࣰا﴾ [الفرقان ٥٢]
- ﴿قُلۡ إِن كَانَ ءَابَاۤؤُكُمۡ وَأَبۡنَاۤؤُكُمۡ وَإِخۡوَ ٰ⁠نُكُمۡ وَأَزۡوَ ٰ⁠جُكُمۡ وَعَشِیرَتُكُمۡ وَأَمۡوَ ٰ⁠لٌ ٱقۡتَرَفۡتُمُوهَا وَتِجَـٰرَةࣱ تَخۡشَوۡنَ كَسَادَهَا وَمَسَـٰكِنُ تَرۡضَوۡنَهَاۤ أَحَبَّ إِلَیۡكُم مِّنَ ٱللَّهِ وَرَسُولِهِۦ وَجِهَادࣲ فِی سَبِیلِهِۦ فَتَرَبَّصُوا۟ حَتَّىٰ یَأۡتِیَ ٱللَّهُ بِأَمۡرِهِۦۗ وَٱللَّهُ لَا یَهۡدِی ٱلۡقَوۡمَ ٱلۡفَـٰسِقِینَ﴾ [التوبة ٢٤]
- ﴿یَـٰۤأَیُّهَا ٱلَّذِینَ ءَامَنُوا۟ لَا تَتَّخِذُوا۟ عَدُوِّی وَعَدُوَّكُمۡ أَوۡلِیَاۤءَ تُلۡقُونَ إِلَیۡهِم بِٱلۡمَوَدَّةِ وَقَدۡ كَفَرُوا۟ بِمَا جَاۤءَكُم مِّنَ ٱلۡحَقِّ یُخۡرِجُونَ ٱلرَّسُولَ وَإِیَّاكُمۡ أَن تُؤۡمِنُوا۟ بِٱللَّهِ رَبِّكُمۡ إِن كُنتُمۡ خَرَجۡتُمۡ جِهَـٰدࣰا فِی سَبِیلِی وَٱبۡتِغَاۤءَ مَرۡضَاتِیۚ تُسِرُّونَ إِلَیۡهِم بِٱلۡمَوَدَّةِ وَأَنَا۠ أَعۡلَمُ بِمَاۤ أَخۡفَیۡتُمۡ وَمَاۤ أَعۡلَنتُمۡۚ وَمَن یَفۡعَلۡهُ مِنكُمۡ فَقَدۡ ضَلَّ سَوَاۤءَ ٱلسَّبِیلِ﴾ [الممتحنة ١]

## صفات حامل اسم جهاد
مما يتصف ويتميز اسم جهاد ان صاحبة أو صاحب اسم جهاد يتسم بالقوة والجرأة والشجاعة، وأنه شخص مضحى ولا يخاص من المستقبل، كما أنه صاحب قلب طيب، ولا يسكت عن حقه، كما أنه نشيط وذكي ويفكر بعمق في كافة الأمور.

## مشاهير يحملون اسم (جهاد)
- جهاد الأطرش: ممثل تلفزيونيّ، وممثل صوتيّ، لبنانيّ الجنسيّة، من أشهر أعماله التي أداها صوتيًّا هو مسلسل بعنوان أصحاب الكهف الإيرانيّ.
- جهاد سعد: ممثل سوريّ الجنسيّة، من أشهر أعماله الدراميّة مسلسل وصمة عار.
- جهاد عماد مغنية قيادياً في حزب الله اللبناني
- جهاد عبدو ممثل سوريّ الجنسيّة، وُلد في عام 1962م، ويبلغ من العمر سته وخمسين عامًا، ومن أشهر أعماله مسلسل صلاح الدين الأيوبيّ
- جهاد الزغبي ممثل سوري من مواليد مدينة دمشق.[1] خريج المعهد العالي للفنون المسرحية
- جهاد الترباني كاتب وشاعر وباحث تاريخي فلسطيني، اهتم بالتاريخ الإسلامي
- جهاد الوزير) اقتصادي فلسطيني، شغل منصب محافظ سُلطة النقد الفلسطينية بين عامي 2008 و2015. عمل سابقًا مساعدًا لوكيل وزارة التخطيط
- جهاد أحمد جبريل كان ابن أحمد جبريل مؤسس الجبهة الشعبية لتحرير فلسطين – القيادة العامة. اغتيل في بيروت بلبنان يوم 20 مايو 2002.
- جهاد الحسين لاعب كرة قدم سوري
- جهاد الرجبي هي كاتبة وروائية ومقدمة برامج إذاعية أردنية، ولدت في العاصمة الأردنية عمّان